# آپیس
در دین مصر باستان، آپیس یا هاپیس که همچنین به صورت هاپی-انخ نیز تلفظ می‌شد، گاو مقدسی بود که در منطقه ممفیس مورد پرستش قرار می‌گرفت. او را پسر حاثور، از  بزرگ‌ترین ایزدان پانتئون مصر باستان می‌شناختند. در ابتدا، او نقش مهمی در عبادت، قربانی شدن و تولد دوباره حاثور داشت. بعداً، آپیس به‌عنوان واسطه‌ای بین انسان‌ها و دیگر خدایان قدرتمند (در اصل پتاه، سپس اوزیریس و آتوم) عمل کرد. نشان آن این بود که دارای پیشانی سفید بر پشت وی شکل عقاب یا کرکس بوده و چون سن گاو از ۲۵ تجاوز می‌کرد، او را در رود نیل غرق می‌کردند و جسد وی را مومیایی کرده و در مقبرهٔ مخصوص قرار می‌دادند.
پرستش گاو آپیس و مراسم نگاهداری مومیائی‌های گاوهای آپیس مرده، تیمار گاو آپیس زنده و رسم قربانی کردن هرساله برای آن، خود محل کسب و درآمد خوبی برای کاهنان معبد پتاه و ایادی و وابستگانشان که کم هم نبودند، بود. از دست دادن این منابع مالی که نفوذ و شأن اجتماعی را نیز به همراه داشت، طبیعتاً موجی از مخالفت‌های کاهنین و در پی تحریکات ایشان اغتشاشات اجتماعی را به‌دنبال آورد و در این ماجرا واژگون جلوه دادن امور نیز به‌عنوان حربه مؤثر تبلیغاتی، دقیقاً به‌عنوان جنگ روانی مؤثری مورد استفاده قرار می‌گرفت. 

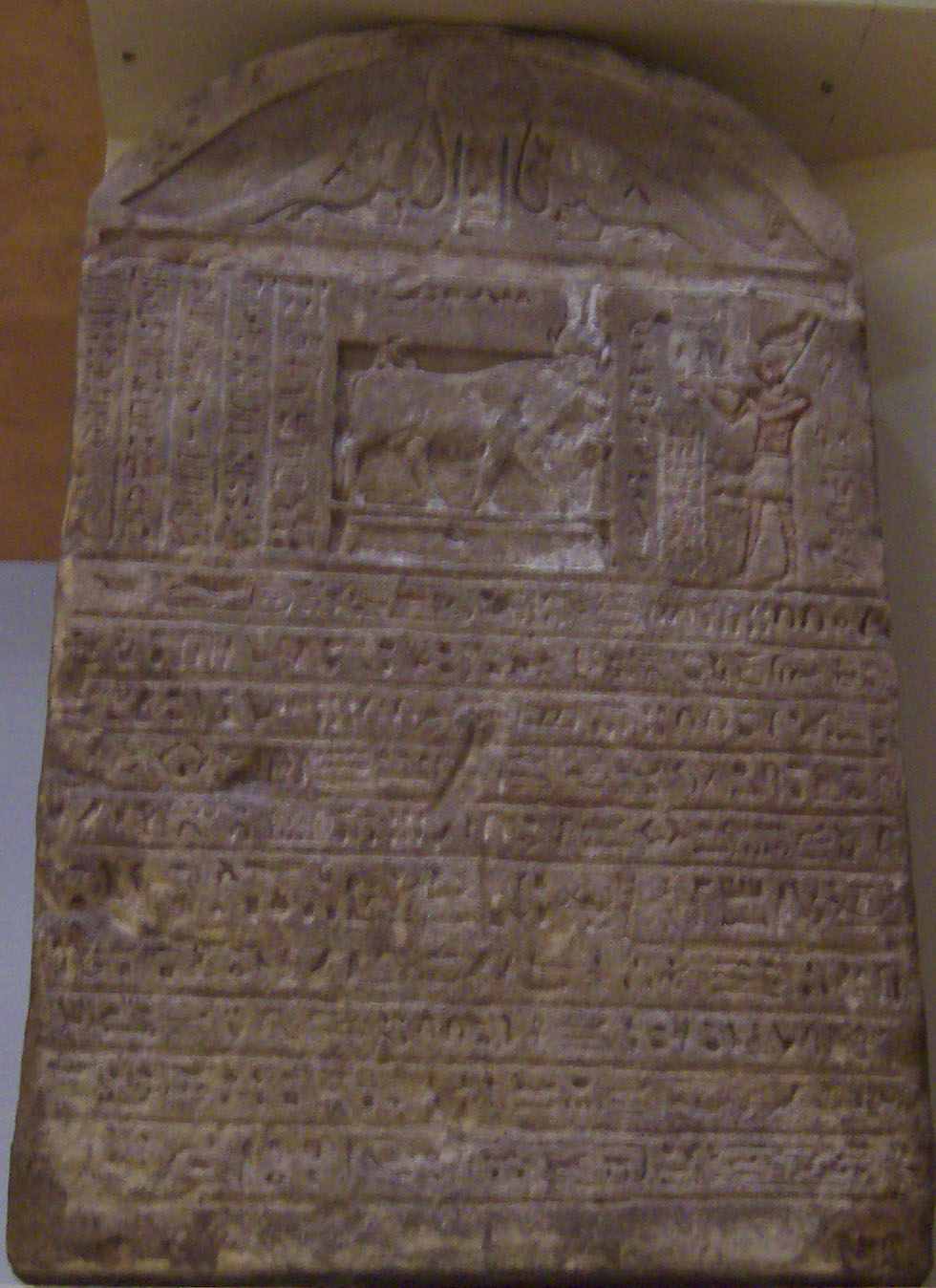
لوحهٔ یادبود مرگ آپیس در زمان امپراتور روم، تیبریوس در حدود سال ۴۲ میلادی، برای بهتر دیدن تصویر، بر روی آن کلیک کنید.

هرودوت نخستین تاریخ‌نگاری است که گزارش داد کمبوجیه گاو آپیس را با خنجر زخمی‌ کرد و این گاو چندی بعد بر اثر زخم خنجر مرد. داستان گوساله سامری نیز به همین جریان فکری آپیس پرستی مصریان اشاره دارد که طی آن به دلیل علاقه‌ای که یهودیان تحت فرهنگ مصر به این خدا، آپیس پیدا کردند، سامری با طلاهایی که یهودیان از مصریان دزدیدند برای آنها گوساله طلایی ساخت.